# Köttberget checkar ut
Köttberget checkar ut är en reportageserie i Sveriges Television, där Claes Elfsberg berättar om 40-talisternas roll i Sverige. Serien sändes ursprungligen under perioden 15 november-20 december 2015.
Programmet har fått sitt namn av termen köttberg som myntades av politikern Pär Nuder.

## Gäster

### Avsnitt 1: 1950-talet
- Marie-Louise Ekman
- Jan Eliasson

### Avsnitt 1: 1960-talet
- Alexandra Charles
- Jan Guillou

### Avsnitt 3: 1970-talet
- Benny Andersson
- Magnus Härenstam

### Avsnitt 4: 1980-talet
- Antonia Ax:son Johnson
- Jan Carlzon

### Avsnitt 5: 1990-talet
- Carl Bildt
- Gudrun Schyman

### Avsnitt 6: 2000-talet
- Amelia Adamo
- Hans Rosling

### Fotnoter
1. ↑  ”Köttberget checkar ut”. Svensk mediedatabas. 28 februari 2015. https://smdb.kb.se/catalog/search?q=%22Köttberget+checkar+ut%22&sort=OLDEST. Läst 8 januari 2016.
2. ↑  Karin Fyrlund (1 december 2004). ”Nuder kallade 40-talister för "köttberg"”. Aftonbladet. https://www.aftonbladet.se/nyheter/a/EoQ615/nuder-kallade-40-talister-for-kottberg. Läst 8 januari 2016.